# Wygoda (powiat łowicki)
Wygoda – wieś w Polsce położona w województwie łódzkim, w powiecie łowickim, w gminie Łowicz.
Pierwszą wzmiankę o Wygodzie odnajdziemy w dokumencie z 1792 r., w związku z istnieniem tu karczmy – „wygody”.
Na terenie wsi działa od 1957 roku szkoła podstawowa.
W latach 1975–1998 miejscowość należała administracyjnie do województwa skierniewickiego.